# Eduardo Alcaraz
Eduardo Alcaraz, född 13 april 1915 i Santiago de Chile, Chile, död 18 april 1987 i Mexico City, Mexiko, var en chilensk skådespelare.